# Lista de obras de Erle Stanley Gardner
Erle Stanley Gardner, escreveu ao todo mais de 150 romances policiais, protagonizados por Perry Mason, Donald Lam, Doug Selby, e diversos personagens entre detetives e advogados.

## Perry Mason
Datas de publicação original nos EUA, títulos em Portugal.

### Década de 30
- The Case of the Velvet Claws-O Caso das Garras de Veludo(1933)
- The Case of the Sulky Girl-O Caso da Jovem Arisca(1933)
- The Case of the Lucky Legs -O Caso das Pernas da Sorte/O Caso da Fotografia Misteriosa (1934)
- The Case of the Howling Dog-O Caso do Cão Uivador  (1934)
- The Case of the Curious Bride-O Caso da Noiva Curiosa  (1935)
- The Case of the Counterfeit Eye- O Caso do Olho de Vidro  (1935)
- The Case of the Caretaker's Cat- O Caso do Gato do Porteiro  (1935)
- The Case of Sleepwalker's Niece- O Caso da Sobrinha do Sonâmbulo  (1936)
- The Case of the Stuttering Bishop- O Caso do Bispo Gago  (1936)
- The Case of the Dangerous Dowager - O Caso da Viúva Assustada (1937)
- The Case of the Lame Canary - O Caso do Canário Coxo (1937)
- The Case of the Substitute Face - O Caso do Rosto Substituído (1938)
- The Case of the Shoplifter's Shoe -O Caso do Sapato da Ladra (1938)
- The Case of the Perjured Parrot-O Caso do Papagaio Perjuro  (1939)
- The Case of the Baited Hook-O Caso do Anzol Iscado sobre Brasas (1940)

### Década de 40
- The Case of the Haunted Husband-O Caso do Marido Enfeitiçado (1941)
- The Case of the Empty Tin-O Caso da Lata Vazia (1941)
- The Case of the Drowning Duck-O Caso do Pato Afogado (1942)
- The Case of the Careless Kitten-O Caso do Gatinho Descuidado (1942)
- The Case of the Buried Clock-O Caso do Relógio Enterrado (1943)
- The Case of the Drowsy Mosquito-O Caso do Mosquito Macabro (1943)
- The Case of the Crooked Candle-O Caso do Candeeiro de Petróleo (1944)
- The Case of the Black-Eyed Blonde-O Caso da Loira de Olhos Negros (1944)
- The Case of the Golddigger's Purse-O Caso dos Peixes Dourado (1945)
- The Case of the Half-Wakened Wife-O Caso da Esposa Mal-Acordada (1945)
- The Case of the Borrowed Brunette-O Caso da Morena Emprestada (1946)
- The Case of the Fan Dancer's Horse-O Caso do Cavalo da Bailarina (1947)
- The Case of the Lazy Lover-O Caso do Amante Preguiçoso (1947)
- The Case of the Vagabond Virgin-O Caso da Virgem Vagabunda (1948)
- The Case of the Dubious Bridegroom-O Caso da Noiva Curiosa (1949)
- The Case of the Cautious Coquette-O Caso do Cadáver Atropelado (1949)
- The Case of the Negligent Nymph-O Caso da Ninfa Noturna (1950)
- The Case of the One-Eyed Witness-O Caso da Testemunha Zarolha (1950)

### Década de 50
- The Case of the Fiery Fingers-O Caso dos Dedos Fluorescentes (1951)
- The Case of the Moth-Eaten Mink-O Caso do Casaco roído por traças (1952)
- The Case of the Grinning Gorilla-O Caso das Garras do Gorila (1952)
- The Case of the Green-Eyed Sister-O Caso da Irmã de Olhos Verdes (1953)
- The Case of the Runaway Corpse-O Caso do Cadáver Fugitivo (1954)
- The Case of the Restless Redhead-O Caso da Ruiva Irrequieta (1954)
- The Case of the Glamorous Ghost-O Caso do Fantasma Sedutor (1955)
- The Case of the Terrified Typist-O Caso da Dactilógrafa Aterrada (1956)
- The Case of the Long-legged Models-O Caso das Pernas Fabulosas (1958)
- The Case of the Mythical Monkeys-O Caso dos Macacos Lendários (1959)
- The Case of the Deadly Toy-O Caso do Brinquedo Mortífero (1959)
- The Case of the Shapely Shadow-O Caso da Sombra Assassina (1960)

### Década de 60
- The Case of the Bigamous Spouse-O Caso do Bígamo Assassinado (1961)
- The Case of the Reluctant Model-O Caso da Modelo Erótica (1962)
- The Case of the Amorous Aunt-O Caso da Tia Apaixonada (1963)
- The Case of the Stepdaughter's Secret-O Caso do Segredo da Enteada (1963)
- The Case of the Mischievous Doll-O Caso da Boneca Maliciosa (1963)
- The Case of the Daring Divorcee-O Caso da Divorciada Audaciosa (1964)
- The Case of the Beautiful Beggar-O Caso da Bela Mendiga (1965)
- The Case of the Queenly Contestant-O Caso da Concorrente Majestosa (1967)

## Donald Lam e Bertha Cool

### Década de 30
- The Bigger They Come-Divórcio Sangrento - Janeiro de 1939

### Década de 40
- Turn on the Heat-Sobre brasas – Janeiro de 1940
- Gold Comes in Bricks-Morte em barras de ouro – Setembro de 1940
- Spill the Jackpot-Jogo, mulheres e morte – Março de 1941
- Double or Quits-Tudo ou nada – Dezembro de 1941
- Owls Don't Blink-O apartamento fatídico – Junho de 1942
- Bats Fly at Dusk-Os morcegos voam ao anoitecer – Setembro de 1942
- Cats Prowl at Night-De noite todos os gatos são pardos – Agosto de 1943
- Give 'em the Ax-O machado denunciante – Setembro de 1944
- Crows Can't Count-A morte verde – Abril de 1946
- Fools Die on Friday-Morte à 6ªfeira – Setembro de 1947
- Bedrooms Have Windows-As vidraças da morte – Janeiro de 1949

### Década de 50
- Top of the Heap-Tentação perigosa – Fevereiro de 1952
- Some Women Won't Wait-Algumas não esperam Setembro de 1953
- Beware the Curves-Cuidado com as curvas – Novembro de 1956
- You can Die Laughing-O riso da morte – Março de 1957
- Some Slips don't Show-Os ciúmes de Minerva – Outubro de 1957
- The Count of Nine-Noves fora nada – Junho de 1958
- Pass the Gravy-O cadáver sem rosto – Fevereiro de 1959

### Década de 60
- Kept Women Can't Quit-Só a morte as detém – Setembro de 1960
- Bachelors Get Lonely-A beleza é uma armadilha – Março de 1961
- Shills Can't Cash Chips-Armadilha para um detective – Novembro de 1961
- Try Anything Once-Fim de semana com a morte - Abril de 1962
- Fish or Cut Bait-Pegar ou largar – Abril de 1963
- Up for Grabs-Truque falhado – Março de 1964
- Cut Thin to Win-Divórcio envenenado – Abril de 1965
- Widows Wear Weeds-As viúvas andam de luto – Maio de 1966
- Traps Need Fresh Bait-Fortuna indesejável – Março de 1967

### Década de 70
- All Grass isn't Green-Procura-se mulher – Março de 1970

## Doug Selby
Não publicados no Brasil, nem em Portugal.

### Década de 30
- The D.A. Calls it Murder (1937)
- The D.A. Holds a Candle (1938)
- The D.A. Draws a Circle (1939)
- The D.A. Goes to Trial (1940)

### Década de 40
- The D.A. Cooks a Goose (1942)
- The D.A. Calls a Turn (1944)
- The D.A. Breaks a Seal (1946)
- The D.A. Takes a Chance (1948)
- The D.A. Breaks an Egg (1949)